# 2562
2562ことDave Huismansは、オランダのデン・ハーグ出身のミュージシャンである。
同時に、A Made Up SoundやDogdaze といった別名義で手テクノやハウスグルーブ等、様々な楽曲をリリースしている。その中でも2562ではダブステップを中心とした楽曲を提供する。
ファーストアルバム、Aerial (Tectonic Records, 2008)は非常に高い評価を受けた。

## 作品

### アルバム
- In Dog We Trust (2006), Dogdaze Productions –  Dogdaze
- Aerial (2008), Tectonic –  2562
- Shortcuts (produced 2004, released 2008), -  A Made Up Sound
- Unbalance (2009), Tectonic –  2562
- Fever (2011), When In Doubt –  2562
- Air Jordan (2012), When In Doubt - 2562